# Abboten
Abboten (originaltitel: The Abbot) är en historisk roman från 1820 av Walter Scott. Den är en fortsättning på Scotts Klostret, och utgavs på svenska första gången 1826 i översättning av Gustaf Eriksson.
Titelpersonen, fader Ambrose, spelar en mindre roll i romanen, vars hjälte i stället är Roland Graeme. Han är ett hittebarn som uppfostrats av Lady Avenel som page. Roland blir senare page till Maria Stuart, som har en stor roll i romanen.